# José Théodore
José Nicolas Théodore (né le 13 septembre 1976 à Laval, dans la province de Québec au Canada) est un joueur professionnel canadien de hockey sur glace qui évoluait au poste de gardien de but.
Il s'est fait connaître au Québec en jouant pour les Lynx de Saint-Jean de la saison 1992-1993 à la saison 1994-1995 dans les rangs de la LHJMQ. Il a cependant terminé la saison 1995 avec les Olympiques de Hull en plus d'y jouer également en 1995-1996. C'est cependant principalement pour son jeu avec les Canadiens de Montréal dans la Ligue nationale de hockey qu'il fut remarqué, lors de la saison 2000-2001, après quelques saisons d'aller-retour entre ce club de hockey et la Ligue américaine de hockey (Canadiens de Frédéricton et Citadelles de Québec).  Le 2 janvier 2001, face aux Islanders de New York au Nassau Coliseum, il a compté un but dans un filet désert. Il est le seul gardien de but de l'histoire du Canadiens à avoir réalisé cet exploit.
En 2010, il occupe le poste de gardien de but des Capitals de Washington.

## Biographie

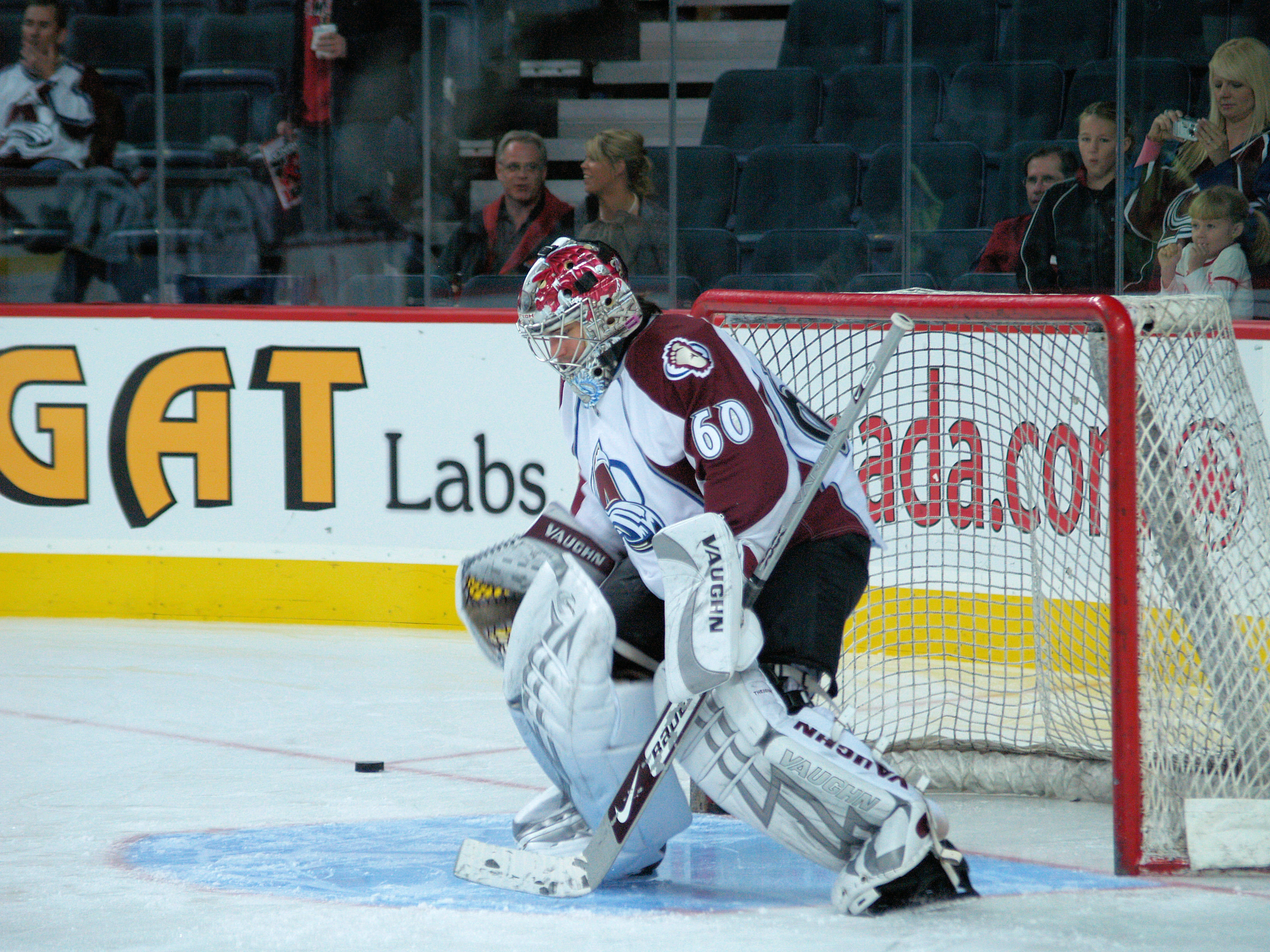
Théodore avec l'Avalanche du Colorado.

Il a été repêché par les Canadiens de Montréal lors du repêchage d'entrée dans la LNH 1994, à la 44e position en 2e ronde. Lors de la saison 2001-2002, il détrôna Jeff Hackett pour obtenir le poste de gardien titulaire de l'équipe après des prestations spectaculaires qui ont permis aux Canadiens de Montréal de se tailler une place dans les séries éliminatoires.
Pour ces raisons, il remporte le trophée Hart ainsi que le trophée Vézina.
Au cours de la saison 2002-2003, son niveau de jeu a quelque peu déçu, ses performances étant beaucoup moins étincelantes que l'année précédente. Montréal n'a donc pas pu se qualifier pour les séries éliminatoires.
Durant la saison 2003-2004, il remporte 33 victoires (un sommet personnel), dont 6 blanchissages, contre 28 défaites et 5 matchs nuls.
En 2005-2006, après plusieurs contre-performances et alors que Cristobal Huet le remplaçait depuis quelques matchs devant le filet, il a été testé positif, le 14 janvier 2006, au finasteride (provenant du Propecia), produit interdit par l'Agence mondiale antidopage mais autorisé par la LNH. Ce produit peut agir comme agent masquant pour certains stéroïdes anabolisants, mais est surtout utilisé pour lutter contre la calvitie et l'hypertrophie bénigne de la prostate. Ce test effectué le 12 décembre 2005, servait à sélectionner les joueurs pour les Jeux olympiques de Turin. Théodore ne fut donc pas retenu. Sa carrière fut ternie par plusieurs autres événements : des membres de la famille Théodore arrêtés pour des prêts usuraires, son beau-père Guy Cloutier arrêté pour agression sexuelle, ses visites chez les Hells Angels et une petite soirée avec Paris Hilton à Toronto.
Le 8 mars 2006, un jour avant la date limite pour effectuer une transaction dans la LNH, José Théodore a été échangé à l'Avalanche du Colorado en retour du gardien de but suisse David Aebischer. Le 1er juillet 2008 il signe un contrat de deux ans, évalué à 9 millions de dollars américains, avec les Capitals de Washington.
Le 20 août 2009, sa belle-sœur Véronique Cloutier annonce en direct à la radio montréalaise le décès du bébé de deux mois de José et de sa conjointe.
Le 1er octobre 2010, joueur autonome, José signe un contrat d'un an avec le Wild du Minnesota qui lui rapportera 1,1 million. Le 1er juillet 2011, il signe un contrat de deux ans avec les Panthers de la Floride.

## Statistiques
| Saison     | Équipe                   | Ligue      |     | Saison régulière | Saison régulière | Saison régulière | Saison régulière | Saison régulière | Saison régulière | Saison régulière | Saison régulière | Saison régulière | Saison régulière |    | Séries éliminatoires | Séries éliminatoires | Séries éliminatoires | Séries éliminatoires | Séries éliminatoires | Séries éliminatoires | Séries éliminatoires | Séries éliminatoires | Séries éliminatoires |
| Saison     | Équipe                   | Ligue      | PJ  | V                | D                | Pr/N             | Min              | BC               | Moy              | % Arr            | Bl               | Pun              | PJ               | V  | D                    | Min                  | BC                   | Moy                  | % Arr                | Bl                   | Pun                  |                      |                      |
| 1992-1993  | Lynx de Saint-Jean       | LHJMQ      | 34  | 12               | 16               | 2                | 1 776            | 112              | 3,78             | 87,6             | 0                | 12               | 3                | 0  | 2                    | 175                  | 11                   | 3,77                 |                      | 0                    | 0                    |                      |                      |
| 1993-1994  | Lynx de Saint-Jean       | LHJMQ      | 57  | 20               | 29               | 6                | 3 225            | 194              | 3,61             |                  | 0                | 10               | 5                | 1  | 4                    | 296                  | 18                   | 3,65                 |                      | 0                    | 2                    |                      |                      |
| 1994-1995  | Lynx de Saint-Jean       | LHJMQ      | 14  | 5                | 8                | 1                | 833              | 67               | 4,83             |                  | 0                | 4                | -                | -  | -                    | -                    | -                    | -                    | -                    | -                    | -                    |                      |                      |
| 1994-1995  | Olympiques de Hull       | LHJMQ      | 58  | 32               | 22               | 2                | 3 348            | 193              | 3,46             |                  | 5                | 16               | 21               | 15 | 6                    | 1 263                | 59                   | 2,8                  |                      | 1                    | 2                    |                      |                      |
| 1995-1996  | Olympiques de Hull       | LHJMQ      | 48  | 33               | 11               | 2                | 2 807            | 158              | 3,38             | 88,9             | 0                | 13               | 5                | 2  | 3                    | 299                  | 20                   | 4,01                 |                      | 0                    | 0                    |                      |                      |
| 1995-1996  | Canadiens de Montréal    | LNH        | 1   | 0                | 0                | 0                | 9                | 1                | 6,67             | 50               | 0                | 0                | -                | -  | -                    | -                    | -                    | -                    | -                    | -                    | -                    |                      |                      |
| 1996-1997  | Canadiens de Montréal    | LNH        | 16  | 5                | 6                | 2                | 821              | 53               | 3,87             | 89,6             | 0                | 0                | 2                | 1  | 1                    | 168                  | 7                    | 2,5                  | 93,9                 | 0                    | 0                    |                      |                      |
| 1996-1997  | Canadiens de Fredericton | LAH        | 26  | 12               | 12               | 0                | 1 469            | 87               | 3,55             | 89,8             | 0                | 6                | -                | -  | -                    | -                    | -                    | -                    | -                    | -                    | -                    |                      |                      |
| 1997-1998  | Canadiens de Fredericton | LAH        | 53  | 20               | 23               | 8                | 3 053            | 145              | 2,85             | 91,8             | 2                | 24               | 4                | 1  | 3                    | 237                  | 13                   | 3,28                 |                      | 0                    | 2                    |                      |                      |
| 1997-1998  | Canadiens de Montréal    | LNH        | -   | -                | -                | -                | -                | -                | -                | -                | -                | -                | 3                | 0  | 1                    | 120                  | 1                    | 0,5                  | 97,2                 | 0                    | 0                    |                      |                      |
| 1998-1999  | Canadiens de Fredericton | LAH        | 27  | 12               | 13               | 2                | 1 609            | 77               | 2,87             | 91,7             | 2                | 6                | 13               | 8  | 5                    | 694                  | 35                   | 3,03                 | 92,6                 | 1                    | 2                    |                      |                      |
| 1998-1999  | Canadiens de Montréal    | LNH        | 18  | 4                | 12               | 0                | 913              | 50               | 3,29             | 87,7             | 1                | 0                | -                | -  | -                    | -                    | -                    | -                    | -                    | -                    | -                    |                      |                      |
| 1999-2000  | Canadiens de Montréal    | LNH        | 30  | 12               | 13               | 2                | 1 655            | 58               | 2,1              | 91,9             | 5                | 0                | -                | -  | -                    | -                    | -                    | -                    | -                    | -                    | -                    |                      |                      |
| 2000-2001  | Canadiens de Montréal    | LNH        | 59  | 20               | 29               | 5                | 3 298            | 141              | 2,56             | 90,9             | 2                | 6                | -                | -  | -                    | -                    | -                    | -                    | -                    | -                    | -                    |                      |                      |
| 2000-2001  | Citadelles de Québec     | LAH        | 3   | 3                | 0                | 0                | 180              | 9                | 3                | 88,6             | 0                | 0                | -                | -  | -                    | -                    | -                    | -                    | -                    | -                    | -                    |                      |                      |
| 2001-2002  | Canadiens de Montréal    | LNH        | 67  | 30               | 24               | 10               | 3 864            | 136              | 2,11             | 93,1             | 7                | 2                | 12               | 6  | 6                    | 686                  | 35                   | 3,06                 | 91,5                 | 0                    | 0                    |                      |                      |
| 2002-2003  | Canadiens de Montréal    | LNH        | 57  | 20               | 31               | 6                | 3 419            | 165              | 2,9              | 90,8             | 2                | 6                | -                | -  | -                    | -                    | -                    | -                    | -                    | -                    | -                    |                      |                      |
| 2003-2004  | Canadiens de Montréal    | LNH        | 67  | 33               | 28               | 5                | 3 961            | 150              | 2,27             | 91,9             | 6                | 4                | 11               | 4  | 7                    | 678                  | 27                   | 2,38                 | 91,9                 | 1                    | 0                    |                      |                      |
| 2004-2005  | Djurgårdens IF           | Elitserien | 17  |                  |                  |                  | 1 024            | 43               | 2,46             | 91,6             | 0                | 2                | 12               |    |                      | 728                  | 17                   | 2,23                 |                      | 0                    | 2                    |                      |                      |
| 2005-2006  | Canadiens de Montréal    | LNH        | 38  | 17               | 15               | 5                | 2 113            | 122              | 3,46             | 88,1             | 0                | 2                | -                | -  | -                    | -                    | -                    | -                    | -                    | -                    | -                    |                      |                      |
| 2005-2006  | Avalanche du Colorado    | LNH        | 5   | 1                | 3                | 1                | 296              | 15               | 3,04             | 88,7             | 0                | 0                | 9                | 4  | 5                    | 573                  | 29                   | 3,04                 | 90,2                 | 0                    | 0                    |                      |                      |
| 2006-2007  | Avalanche du Colorado    | LNH        | 33  | 13               | 15               | 1                | 1 748            | 95               | 3,26             | 89,1             | 0                | 6                | -                | -  | -                    | -                    | -                    | -                    | -                    | -                    | -                    |                      |                      |
| 2007-2008  | Monsters du lac Érié     | LAH        | 1   | 0                | 1                | 0                | 60               | 3                | 3,02             | 87,5             | 0                | 0                | -                | -  | -                    | -                    | -                    | -                    | -                    | -                    | -                    |                      |                      |
| 2007-2008  | Avalanche du Colorado    | LNH        | 53  | 28               | 21               | 3                | 3 028            | 123              | 2,44             | 91               | 3                | 2                | 10               | 4  | 6                    | 514                  | 27                   | 3,15                 | 90,6                 | 0                    | 0                    |                      |                      |
| 2008-2009  | Capitals de Washington   | LNH        | 57  | 32               | 17               | 5                | 3 287            | 157              | 2,87             | 90               | 2                | 6                | 2                | 0  | 1                    | 97                   | 6                    | 3,71                 | 81,8                 | 0                    | 0                    |                      |                      |
| 2009-2010  | Capitals de Washington   | LNH        | 47  | 30               | 7                | 7                | 2 586            | 121              | 2,81             | 91,1             | 1                | 0                | 2                | 0  | 1                    | 81                   | 5                    | 3,7                  | 87,5                 | 0                    | 0                    |                      |                      |
| 2010-2011  | Wild du Minnesota        | LNH        | 32  | 15               | 11               | 3                | 1 793            | 81               | 2,71             | 91,6             | 1                | 2                | -                | -  | -                    | -                    | -                    | -                    | -                    | -                    | -                    |                      |                      |
| 2011-2012  | Panthers de la Floride   | LNH        | 53  | 22               | 16               | 11               | 3 049            | 125              | 2,46             | 91,7             | 3                | 2                | 5                | 2  | 2                    | 268                  | 11                   | 2,46                 | 91,9                 | 1                    | 0                    |                      |                      |
| 2012-2013  | Panthers de la Floride   | LNH        | 15  | 4                | 6                | 3                | 766              | 42               | 3,29             | 89,3             | 0                | 2                | -                | -  | -                    | -                    | -                    | -                    | -                    | -                    | -                    |                      |                      |
| Totaux LNH | Totaux LNH               | Totaux LNH | 648 | 286              | 254              | 69               | 36 606           | 1 635            | 2,68             | 90,9             | 33               | 40               | 56               | 21 | 30                   | 3 185                | 148                  | 2,79                 | 91,2                 | 1                    | 0                    |                      |                      |

## Récompenses
- 1995 :
  - deuxième équipe d'étoiles dans la LHJMQ
  - joueur défensif de l'année avec les Hull
  - joueur par excellence des éliminatoires de la LHJMQ : trophée Guy-Lafleur
- 1996 :
  - deuxième équipe d'étoiles dans la LHJMQ
  - troisième équipe d'étoiles dans la LCH
  - coupe du président (champions de la saison régulière dans la LHJMQ
  - Médaille d'or au championnat du monde junior de hockey sur glace
  - gardien par excellence du championnat du monde junior
- 1998 :
  - joueur le plus utile à son équipe avec les Canadiens de Frédéricton
- 1999 :
  - joueur le plus utile à son équipe avec les Canadiens de Frédéricton
- 2001 :
  - Coupe Molson
- 2002 :
  - Coupe Molson
  - trophée Hart
  - trophée Vézina
  - trophée Roger-Crozier
  - Match des étoiles de la LNH
- 2003 :
  - Coupe Molson
- 2004 :
  - Coupe Molson
- 2010 :
  - trophée Bill-Masterton
- 2016 :
  - Temple de la renommée de la LHJMQ : intronisation le 6 avril 2016[5].